# Середня загальноосвітня школа №44 (Кам'янське)
КЗ «Середня загальноосвітня школа № 44» Кам'янської міської ради — загальноосвітній навчальний заклад у місті Кам'янське, Дніпропетровської області.

## Історія
Середня загальноосвітня школа № 44 відкрила свої двері у 1991 році. Проектна потужність школи — 900 учнів. На 2017 рік у школі навчається 1005 учнів, з них 446 учнів — у початковій школі. У 2016 році школі виповнилося 25 років. У 1991 році школа відкривалась в умовах «народного» будівництва. Будівельники не встигали здати об'єкт до початку навчального року, і тоді на допомогу прийшли вчителі шкіл міста і в першу чергу ті, які планували працювати у СЗШ № 44.
Директори школи:
- Долина Лариса Миколаївна 1991—2001
- Загородня Людмила Іванівна 2002—2017

## Школа сьогодні
Школа математичного профілю. Завданням педагогічного колективу школи є різнобічний розвиток, виховання і соціалізація особистості, яка усвідомлює себе громадянином України, здатна до життя в суспільстві та цивілізованої взаємодії з природою, має прагнення до самовдосконалення і навчання впродовж життя, готова до свідомого життєвого вибору та самореалізації, трудової діяльності та громадянської активності".
Усі 25 років школа працює під девізом: «Здоров'я дитини сьогодні — успіх України завтра і в майбутньому».
Кредо школи: «Формування і розвиток фізично-психічно-духовно і соціально здорової особистості із стійкими переконаннями здорового способу життя, підготовка її до суспільно значущого самоутвердження та самореалізації як громадянина України, громадянина єдиної Європи».
З 2015 року школа знаходиться в експерименті за проектом «Інтегрування змісту випереджаючої освіти для сталого розвитку у навчально-виховний процес» обласного рівня. Освіта для сталого розвитку базується на фундаментальному припущенні, що людство має радикально змінити сучасний хід економічного, екологічного і соціального розвитку для забезпечення здорового та якісного життя нинішніх та майбутніх поколінь. Брала участь у Всеукраїнському проекті «Вчимося жити разом», у виконанні програми «Абетка харчування» у початковій школі, з 2016 року долучилась до Всеукраїнського медико-педагогічного проекту «Гармонія інтелекту та здоров'я».

### Адміністрація школи
- Директор — Загородня Людмила Іванівна, вчитель математики, спеціаліст вищої категорії, вчитель-методист, педагогічний стаж роботи — 40 років, стаж керівної роботи — 34 роки, нагороджена Відзнакою міського голови за сумлінну працю, Відзнакою міського голови ІІІ ступеню «За заслуги перед містом», Подякою міського голови, Почесною Грамотою МОН України.
- Заступник директора з навчально-виховної роботи школи II—III ступенів — Болдирева Світлана Володимирівна, вчитель математики, спеціаліст вищої категорії, вчитель-методист, педагогічний стаж роботи — 34 роки, стаж керівної роботи — 28 років, нагороджена почесним знаком «Відмінник освіти України», Почесною Грамотою МОН України, Подякою міського голови.
- Заступник директора з навчально-виховної роботи школи I ступеня — Біла Ольга Володимирівна, вчитель російської мови, літератури, спеціаліст вищої категорії, вчитель-методист, педагогічний стаж — 33 рік, керівний стаж — 12 років, нагороджена Почесною Грамотою МОН України, Подякою міського голови.

### Вчителі початкових класів
1. Аліфанова Ірина Дмитрівна, спеціаліст, старший вчитель, педагогічний стаж 29 р.
2. Башкірова Клавдія Семенівна, спеціаліст, старший вчитель, педагогічний стаж 41 р.
3. Безцінна Вікторія Володимирівна, спеціаліст I категорії, педагогічний стаж 18 р.
4. Миронова Олена Миколаївна, спеціаліст, старший вчитель, педагогічний стаж 25 р.
5. Панадченко Антоніна Михайлівна, спеціаліст, старший вчитель, педагогічний стаж 40 р.
6. Сергєєва Раїса Вікторівна, спеціаліст вищої категорії, вчитель — методист, педагогічний стаж 41 р.
7. Фандєєва Неля Володимирівна, спеціаліст вищої категорії, старший вчитель, педагогічний стаж 28 р.
8. Чухно Ольга Михайлівна, спеціаліст вищої категорії, вчитель — методист, педагогічний стаж 28 р.
9. Ралло Тетяна Олексіївна, спеціаліст вищої категорії, педагогічний стаж 25 р.
10. Дубініна Тетяна Григорівна, спеціаліст вищої категорії, старший вчитель, педагогічний стаж 37 р.
11. Бондарєва Тетяна Леонідівна, спеціаліст вищої категорії, педагогічний стаж 27 р.
12. Горошко Марина Рюріківна, спеціаліст вищої категорії, педагогічний стаж 25 р.

### Вчителі української мови та літератури
- Вовк Катерина Юхимівна — вчитель вищої категорії, вчитель-методист (2007), загальний стаж роботи 47 років.
- Дудкіна Валентина Вікторівна — вчитель вищої категорії, старший вчитель (2007), загальний стаж роботи 16 років.
- Соснова Валентин Анатоліївна — вчитель вищої категорії, вчитель-методист (2007), загальний стаж роботи 23 роки.

### Вчителі російської мови та літератури
- Біла Ольга Володимирівна — вчитель вищої категорії, вчитель-методист (2007), загальний стаж роботи 26 років.
- Баличева Вікторія Михайлівна — вчитель І категорії (2008), загальний стаж роботи 18 років.
- Гриценко Віра Григорівна — вчитель вищої категорії, вчитель-методист (2008), загальний стаж роботи 25 років.

## Самоврядування і гуртки
Основним органом шкільного самоврядування є шкільний парламент. У системі виховної роботи школи діє дві рейтингові гри-подорожі: «У пошуках скарбів» (1-4 класи) та «Через тернії — до зірок» (5 — 11 класи).
Гуртки: Вокальна студія «Вікторія» (керівник Іванова Вікторія Гарріївна)
Студія образотворчого мистецтва «Дивосвіт» (керівник Самохвалова Яна Володимирівна)
Багато років поспіль у школі працюють спортивні секції :
- баскетбол (5 — 7кл.);
- волейбол (3 — 5кл.);
- футбол (3 — 9 кл.);
- шейпінг (дівчата 9 — 11 кл.);
- спортивно-танцювальні колективи (1 — 9 кл.);
- дзюдо (3 — 9 кл.);
- спортивна акробатика (1 — 11 кл.);
- кіокушин — карате;
- туристичний клуб «Орлан» (2 — 11 кл.).

## Шкільна газета «Вітамін-44»

### Історія створення
Шкільна газета «Вітамін-44» підготовлена в рамках програми «Дитяча обдарованість». Перший номер газети вийшов 14 лютого 2000 року тиражем 1000 екземплярів, він був надрукований у місцевій типографії.
Першим редактором «Вітаміну» була вчитель російської мови та літератури Дзюба Тетяна Семенівна. Тепер головним редактором газети є заступник директора з навчально-виховної роботи Біла Ольга Володимирівна.

#### Етапи створення
- На першому етапі було проведено конкурс на найкращу назву газети, у якому взяли участь школярі, їхні батьки, вчителі. Газета отримала назву «Вітамін-44», що відображає сутність діяльності школи — закладу, де питання збереження та зміцнення здоров'я дітей стоять на першому місці. Була розроблена концепція шкільної газети «Вітамін-44»: відтворювати життя навчального закладу в усій його повноті, зберігати та розвивати найкращі шкільні традиції, презентувати науково-методичні, літературні досягнення учнів та вчителів, пропагувати здоровий спосіб життя. Були визначені основні рубрики газети: «Говорить шкільний парламент», «На шкільній хвилі», «Валеосторінка», «Проба пера», «КЛІО», «Літературна сторінка», тощо. Газета стала своєрідним літописом шкільного життя.
- На другому етапі проекту було організоване навчання юних журналістів та членів редакції основам видавничої справи, оволодіння відповідними комп'ютерними програмами, інформування учнів про роботу шкільної редколегії, випуск перших номерів газети. Щоб газета була цікавою, мала популярність, потрібно бажання, творче натхнення, колектив однодумців і певний обсяг знань із основ журналістики та видавничої справи. У школі працює гурток юних журналістів, на заняттях якого проводяться теоретичні та практичні заняття. На теоретичних заняттях висвітлюються такі теми: професія «журналіст», вимоги й особливості професії, журналістська етика, історія виникнення та розвитку газети, функції та види засобів масової інформації, жанри написання та їх особливості. На практичних заняттях закладаються основи журналістської майстерності та видавничої справи, вдосконалюються навички літературної творчості.
- На третьому етапі проекту до його реалізації було залучено шкільне самоврядування. Одним із структурних підрозділів шкільного парламенту (органу шкільного самоврядування) є прес-служба. Очолює роботу прес-служби заступник головного редактора газети «Вітамін-44» Ярова Ірина. До роботи у прес-службі залучаються юні кореспонденти, їх батьки, класні керівники, вчителі-консультанти, вчителі-предметники. Члени прес-служби на своїх засіданнях визначають тематику газетних номерів відповідно до плану діяльності шкільного парламенту та школи в цілому. На цьому ж етапі передбачена серйозна методична робота (консультації, семінари, зустрічі зі спеціалістами, тренінги, участь у майстер-класах відомих журналістів тощо) за основними видам діяльності: творча, журналістська, видавнича.
- Четвертий етап проекту — його розширення — нова якість: участь у Всеукраїнських, міжнародних конкурсах, фестивалях, виставках.

### Наші досягнення
- У 2008 і 2009 роках газета «Вітамін — 44» була переможцем Національного конкурсу шкільних газет, який щорічно проводиться Миколаївським коледжем телебачення та преси.
- 2009 рік — участь у Міжнародному фестивалі дитячої творчості, телебачення, радіо та преси «Золота осінь Славутича — 2009». Стали лауреатами фестивалю в номінаціях «Преса» та «Фото».
- 2009 рік — участь у V Всеукраїнській Виставці газетних видань молоді «Молодіжний акцент» (м. Запоріжжя). Газета занесена до Каталогу молодіжної преси України та отримала Диплом у номінації «Шкільна преса міст України».
- 2010 рік — участі у Всеукраїнському конкурсі на найкраще періодичне друковане видання для дітей та юнацтва. Нагорода — Подяка Державного комітету телебачення та радіомовлення України за внесок у розвиток молодіжної журналістики.
- 2010 рік — участь і перемога у конкурсі газетних видань молоді у проекті "VI Всеукраїнська Виставка газетних видань молоді «Молодіжний акцент — 2010» у номінації «Шкільна преса міст України» (дебют видання у проекті).
- 2011 рік — участь у Всеукраїнському конкурсі серед молодих журналістів «Нащадки переможців».
- 2011 рік — ІІ місце у конкурсі газетних видань молоді в проекті "VII Всеукраїнська Виставка газетних видань молоді «Молодіжний акцент — 2011» у номінації «Шкільна преса».
- 2012 рік — участь у XV ювілейному Національному конкурсі шкільних газет (м. Миколаїв), перемога учениці 2 — В класу школи Матченко Діани у номінації «Найкращий автор шкільного друку — 1 — 4 класи».
- 2013 рік — участь у XVI Міжнародному конкурсі шкільних медіа (м. Миколаїв), перемога учениці 3 — В класу школи Матченко Діани у номінації «Найкращий автор шкільного друку — 1 — 4 класи».
- 2013 — перемога газети «Вітамін — 44» в двох номінаціях «Шкільна газета» та «Радіогазета» на І обласному фестивалі шкільних газет.
- 2013 рік — участь 10 кореспондентів газети у Всеукраїнському конкурсі серед молодих журналістів «Нащадки переможців», присвяченого 70-річчю визволення України від фашистських загарбників (м. Запоріжжя). Перемога — ІІІ місце — у конкурсі учня 10 класу Короленко Євгена.
- 2014 рік — перемога в номінації «Найкраща друкована газета» на Міжнародному фестивалі шкільних медіа (м. Миколаїв) та ІІ обласному фестивалі шкільних медіа (м. Дніпропетровськ).
- 2015 рік — газета «Вітамін — 44» — переможець XVIII Міжнародного конкурсу шкільних медіа.